# Fatal Fury: Wild Ambition
Fatal Fury: Wild Ambition (餓狼伝説 ワイルドアンビション) est un jeu vidéo de combat en 3D développé et édité par SNK sur Hyper Neo-Geo 64 et PlayStation en 1998. C'est le huitième épisode de la série Fatal Fury.

## Système de jeu
Fatal Fury Wild Ambition est le premier épisode de la série en trois dimensions. La version arcade utilise le système Hyper Neo-Geo 64, qui succède au système Neo-Geo MVS. Le système de jeu évolue et abandonne les changements de plan de la série Fatal Fury, qui sont remplacés par des esquives classiques, similaires à celles de Virtua Fighter 3 .
Le titre garde son système de jeu avec des commandes sur quatre boutons, un bouton pour le coup de poing, un pour le coup de pied, un pour les coups spéciaux et le dernier pour les esquives. La jauge de furie, nommée ici « Heat Gauge », est toujours présente et se remplit à l'aide d'une combinaison de touches. Une nouvelle technique offensive est introduite dans Wild Ambition, intitulée « Heat Blow ». Il s'agit d'une attaque dont le joueur peut se servir pour assommer ou projeter son adversaire dans les airs, puis effectuer un Heat Blow lorsqu'il est attaqué par son opposant pour interrompre ses attaques. Le jeu comporte douze personnages deux inédits, Sakata Toji et Sendô Tsugumi.